# Weihnachtskirche (Spandau)

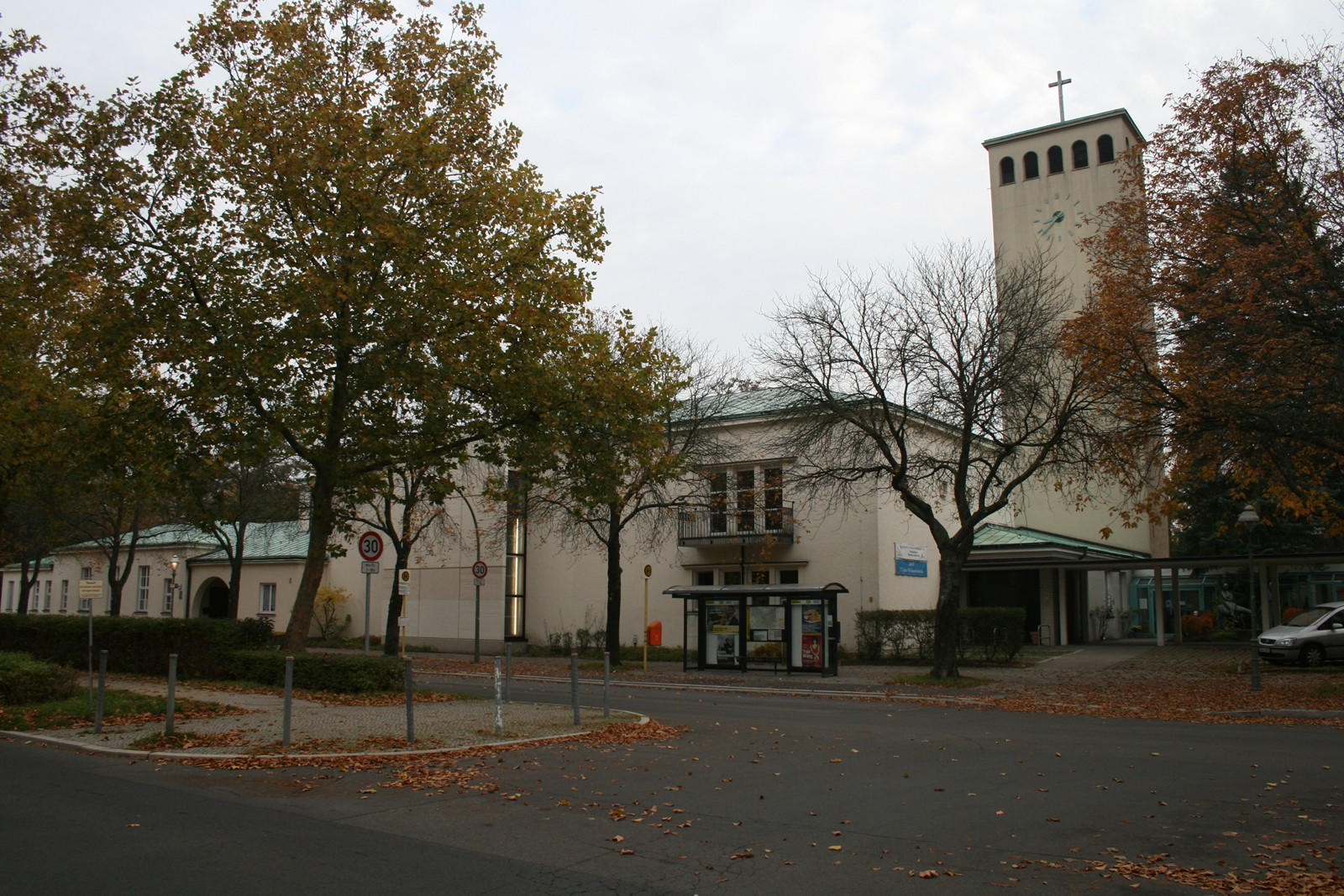
Die Weihnachtskirche in Berlin-Haselhorst

Die evangelische, denkmalgeschützte Weihnachtskirche im Berliner Ortsteil Haselhorst ist ein Bauwerk aus dem 20. Jahrhundert und gilt als ein zeittypischer Versuch, den meist nur Profanbauten vorbehaltenen Neoklassizismus auch für den Sakralbau anzuwenden.

## Lage
Die Berliner Weihnachtskirche befindet sich im Bezirk Spandau am Haselhorster Damm, in den hier – am Grundstücksdreieck zum Berlin-Spandauer Schifffahrtskanal – der Saatwinkler Damm einmündet.

## Baugeschichte /-beschreibung
Das Gotteshaus mit Nebengebäuden stellt sich in geschlossenen kubischen Baukörpern dar und wurde 1934 bis 1935 nach den Plänen des Architekten Erich Bohne errichtet.

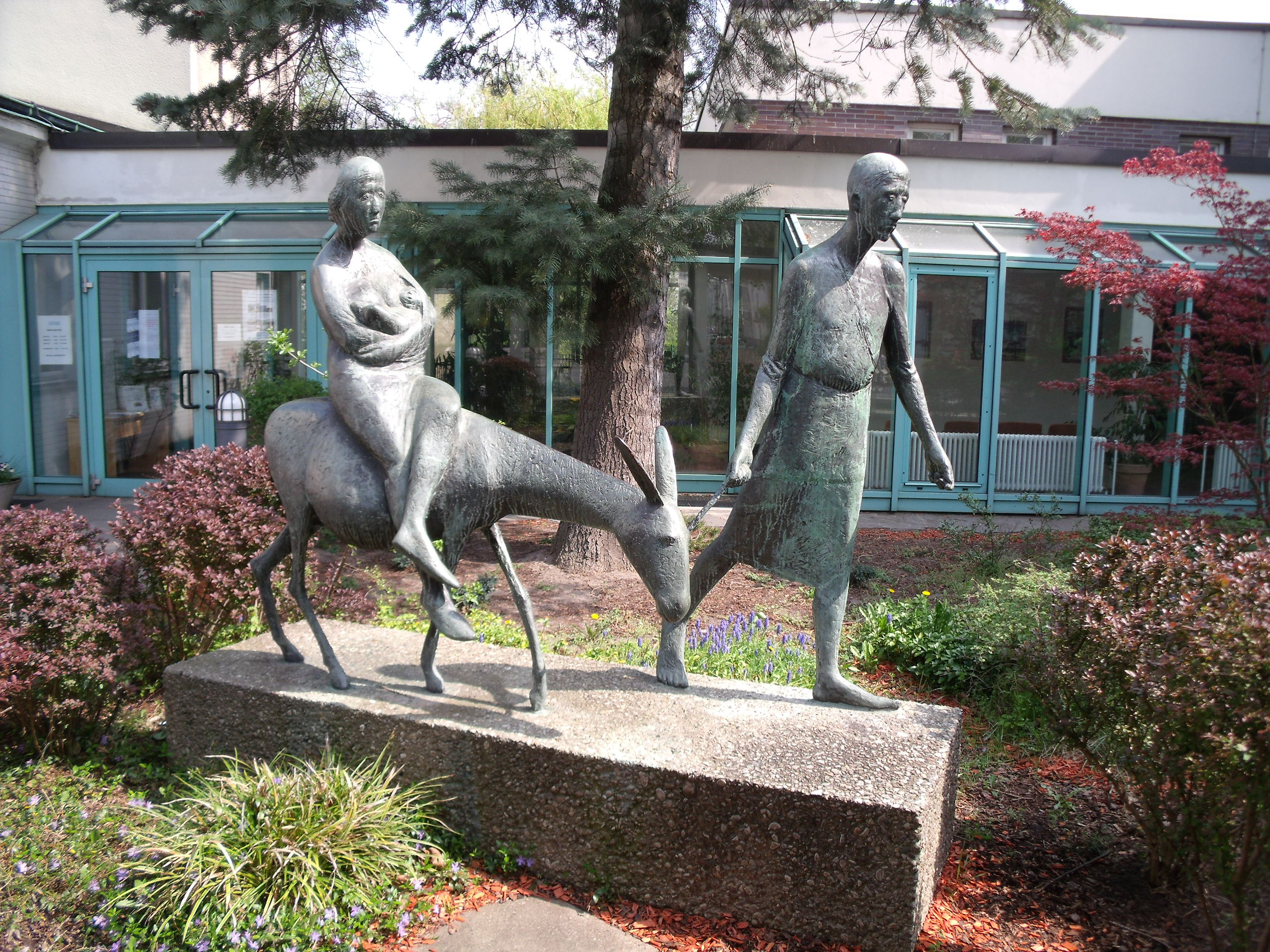
Vorplatz mit der Skulptur Flucht nach Ägypten von Waldemar Otto

Den Kirchensaal mit seinen ehemals schlanken Fensterachsen unter einem flachen Walmdach betritt man durch eine Vorhalle, die durch eine schlank wirkende Kampanile mit den anderen Gebäudeteilen die Verbindung herstellt. Auf dem Vorplatz steht eine Skulptur Waldemar Ottos die Heilige Familie auf der Flucht nach Ägypten darstellend.
Unter der Leitung von Georg Lichtfuß wurde die Kirche in den Jahren 1965 bis 1966 umgebaut und erhielt ihr heutiges Aussehen. Das führte zum Verlust der klaren Ordnung der Fassaden des Kirchensaals. Auch wurde dessen Inneres gedreht und durch eine Altarnische mit der Sichtbetonaußenwand in der Langseite zur Hauptansicht sowie um einen ziegelverblendeten Emporen-Neubau zur Hofseite ergänzt. Der Orgelprospekt von 1937 wurde aus stilistischen Gründen durch ein Holzgitterwerk ersetzt, welches die Akustik der Kirche stark veränderte. Die ursprüngliche Ausstattung ersetzte man durch zeittypische Elemente unter Einbeziehung neuer Prinzipalstücke von Hans-Joachim Burgert. Die Fenster sind ein Werk von Sigmund Hahn.
Am Epiphaniastag (6. Januar) des Jahres 1935 fand die Einweihung der Kirche statt, die eigentlich für das Weihnachtsfest geplant war. Den dementsprechend vorgesehenen Namen durfte das Gotteshaus behalten.

## Orgel
Die Orgel wurde 1913 von der Orgelbaufirma G. F. Steinmeyer & Co. ursprünglich für den Schützenhaussaal in Meiningen, mit einem fahrbaren Spieltisch erbaut. Das Instrument wurde am 19. April 1914 von Karl Straube mit Werken von Reger, Liszt und Bach eingeweiht. Die Disposition weist Züge der elsässischen Orgelbaureform auf. Die Disposition geht im Wesentlichen auf die Zusammenarbeit der Firma Steinmeyer mit Max Reger zurück. Aufgrund eines Inserates kaufte die Gemeinde 1937 die Max-Reger-Orgel für 8.500 Reichsmark. Die Orgelbauwerkstatt Christian Scheffler aus Sieversdorf restaurierte 2006/2007 die Orgel, befreite sie von den wenigen Zutaten der 1960er-Jahre und verkabelte den Spieltisch neu. Das Taschenladen-Instrument hat 42 Register auf drei Manualen und Pedal. Spiel- und Registertrakturen sind elektropneumatisch. Das Instrument ist eine erhaltenswerte Denkmalorgel, liefert einen wichtigen Beitrag zur Aufführungspraxis der spätromantischen Orgelmusik und befindet sich praktisch im Originalzustand. Nach der Restaurierung kann man die Orgel in der regelmäßig stattfindenden Haselhorster Orgelstunde, die vom Kantor Jürgen Trinkewitz ins Leben gerufen wurde, hören. Die Disposition lautet wie folgt:
|  |  |  |

| I Hauptwerk C–c4 |                |        |
| 1.               | Rohrflöte      | 16′    |
| 2.               | Principal      | 08′    |
| 3.               | Viola di gamba | 08′    |
| 4.               | Doppelgedackt  | 08′    |
| 5.               | Bordun         | 08′    |
| 6.               | Gemshorn       | 08′    |
| 7.               | Octave         | 04′    |
| 8.               | Rohrflöte      | 04′    |
| 9.               | Octave         | 02′    |
| 10.              | Quinte         | 02 ⁄3′ |
| 11.              | Mixtur IV      | 01 ⁄3′ |
| 12.              | Trompete       | 08′    |

| II Schwellwerk C–c4 |                 |    |
| 13.                 | Geigenprincipal | 8′ |
| 14.                 | Konzertflöte    | 8′ |
| 15.                 | Quintatön       | 8′ |
| 16.                 | Dulciana        | 8′ |
| 17.                 | Hohlflöte       | 4′ |
| 18.                 | Violine         | 4′ |
| 19.                 | Flautino        | 2′ |
| 20.                 | Mixtur III      | 2′ |
| 21.                 | Oboe            | 8′ |

| III Schwellwerk C–c4 |                         |         |
| 22.                  | Stillgedackt            | 16′     |
| 23.                  | Hornprincipal           | 08′     |
| 24.                  | Jubelflöte              | 08′     |
| 25.                  | Nachthorn               | 08′     |
| 26.                  | Echogambe               | 08′     |
| 27.                  | Salicional              | 08′     |
| 28.                  | Vox coelestis           | 08′     |
| 29.                  | Prästant                | 04′     |
| 30.                  | Fernflöte               | 04′     |
| 31.                  | Nasard                  | 02 ⁄3′  |
| 32.                  | Blockflöte              | 02′     |
| 33.                  | Terz                    | 01 3⁄5′ |
| 34.                  | Progressivharmonika III | 02 ⁄3′  |
| 35.                  | Tuba                    | 08′     |

| Pedal C–f1 |                         |         |
| 36.        | Kontrabass              | 16′     |
| 37.        | Subbass                 | 16′     |
| 38.        | Zartbass (= Nr. 22)     | 16′     |
| 39.        | Octavbass               | 08′     |
| 40.        | Violoncello             | 08′     |
| 41.        | Gedecktbass (= Nr. 25)  | 08′     |
| 42.        | Quintbass               | 10 2⁄3′ |
| 43.        | Choralbass              | 04′     |
| 44.        | Posaune                 | 16′     |
| 45.        | Basstrompete (= Nr. 12) | 08′     |

- Koppeln:

Normalkoppeln: II/I, III/I, III/II, I/P, II/P, III/P, Leerlaufkoppel I
Suboktavkoppeln: III
Superoktavkoppeln: III
Schalteinrichtung für Sub- und Superoktavkoppeln III zur Durchkoppelung (neuzeitliche Ergänzung)
- Spielhilfen: zwei freie Kombinationen, Pianopedal für Manual II und III, Crescendowalze, Generaltutti, Absteller für Zungen, Walze und Handregister

## Glocken
In der Glockenstube des Glockenturms hängt ein Geläut aus drei Bronzeglocken, das 1957 von der Glockengießerei Feldmann & Marschel gegossen wurde.
| Schlagton | Masse  | Durchmesser | Höhe  | Inschrift                         |
| --------- | ------ | ----------- | ----- | --------------------------------- |
| fis       | 685 kg | 103 cm      | 90 cm | EHRE SEI GOTT IN DER HÖHE         |
| a         | 361 kg | 087 cm      | 74 cm | UND FRIEDE AUF ERDEN              |
| h         | 289 kg | 077 cm      | 67 cm | UND DEN MENSCHEN EIN WOHLGEFALLEN |

## Kirchengemeinde
Die Haselhorster Weihnachtskirchengemeinde gehört zum Kirchenkreis Spandau im Sprengel Berlin der Evangelischen Kirche Berlin-Brandenburg-schlesische Oberlausitz. Zur Zeit des Kirchbaus lag sie noch im Bereich der Spandauer St.-Nikolai-Kirchengemeinde. Die Errichtung eines Gotteshauses in Haselhorst war aufgrund des rapiden Wachstums des Ortsteils bei Ansiedlung von Firmen wie Siemens, Halske, Osram, Motard und BMW erforderlich geworden.
Im Juli 1938 erhielt die Weihnachtskirchengemeinde ihre Eigenständigkeit. In dieser Zeit prägten die nationalsozialistischen Deutschen Christen das Gemeindebild, die sogar das Kruzifix aus der Kirche entfernten mit der Begründung, Jesus sei Jude gewesen. Viele Haselhorster rechneten sich zur oppositionellen Bekennenden Kirche und besuchten die Gottesdienste des Superintendenten Martin Albertz in der Spandauer St.-Nikolai-Kirche.
Bis 1982 wuchs die Gemeinde auf 10.000 Gemeindeglieder. 1962 bereits war ein Gemeindehaus errichtet worden und 1966 ein zusätzlicher Stützpunkt am Gorgasring. Inzwischen ist die Gemeindegliederzahl auf 2.700 zurückgegangen. Die Gemeinde wird von einem Geistlichen betreut.
Am 10. Juni 2010 feierte die Gemeinde den 75. Jahrestag der Errichtung ihrer Weihnachtskirche.